# Mons Ampère
Il Mons Ampère è una struttura geologica della superficie della Luna.